# Fragén
Fragen (en aragonés: Fraixen) es una localidad perteneciente al municipio de Torla-Ordesa, situado en la provincia de Huesca (a unos 98 km) de la capital de provincia, en la Comunidad Autónoma de Aragón, en la comarca de Sobrarbe.

## Geografía
Se encuentra en lo alto del Valle de Broto, a la orilla del río Sorrosal y cercano del Parque nacional de Ordesa y Monte Perdido.

## Historia
Hubo varias enfrentaciones en 1319 con los francos o con el municipio del Torla, (que entonces era de Francia, hasta 1443). 
Cuenta con muchas bordas, entre ellas las más antiguas datan del siglo XV, como "La Abadía" o "Casa Cazcarro" que las dos ya se encuentran en ruinas, aunque quedan indicios de su estructura original. [cita requerida]
La Parroquia es de origen románico, pero restaurada en los siglos XVII-XVIII. Edificada en honor a San Martín, contiene una nave ábside semicircular, una bóveda de lunetas y una pequeña torre, en la que figura un curioso reloj de sol. [cita requerida]

## Fiestas
El 11 de noviembre es la festividad de San Martín (Patrón de Fragén), también indicaba la entrada del otoño y la bajada de los ganaderos a tierra llana y el ciclo de la vida Agro pastoril.El 15 de agosto es la fiesta mayor (la advocación mariana) como en muchos otros pueblo del alto-Aragón, pero más tarde la fiesta se pasó al 25 de julio, día de Santiago Apóstol. [cita requerida]
- Datos: Q13049080
- Multimedia: Fragen / Q13049080